# BCL9
La proteína CLL/proteína 9 del linfoma de células B, (BCL9) es una proteína que en los humanos está codificada por el gen BCL9.

## Función
BCL9, junto con su gen parálogo BCL9L (similar a BCL9 o BCL9.2), han sido ampliamente estudiados por su papel como cofactores transcripcionales de beta-catenina, fundamentales para la transcripción de genes diana Wnt.
Un trabajo reciente, utilizando el ratón (Mus musculus) y el pez cebra (Danio rerio) como organismos modelo, identificó un papel antiguo de BCL9 y BCL9L como factores clave necesarios para el desarrollo cardíaco.  Este trabajo enfatiza la naturaleza específica de tejido del mecanismo de acción de Wnt/β-catenina e implica alteraciones en BCL9 y BCL9L en defectos cardíacos congénitos humanos.
Se ha demostrado que BCL9 y BCL9L participan en otros mecanismos moleculares específicos de tejido, lo que demuestra que su papel en la cascada de señalización Wnt es sólo un aspecto de su modo de acción.
Recientemente se ha demostrado que el dominio de homología conservado HD1 de BCL9 (y BCL9L) interactúa con TBX3 en el contexto de la carcinogénesis intestinal; esta interacción media algunas funciones de señalización de la proteína específicas de tejido.

## Significación clínica
BCL9 está asociado con la leucemia linfoblástica aguda de células B. Puede ser un objetivo de translocación en neoplasias malignas de células B con anomalías de 1q21. La sobreexpresión de BCL9 puede tener importancia patogénica en las neoplasias malignas de células B.
BCL9 y BCL9L son objetivos clínicos potenciales para los cánceres humanos; por ejemplo, los cambios en la expresión genética que promueven se asocian con un mal resultado en el cáncer colorrectal.
Al igual que BCL2, BCL3, BCL5, BCL6, BCL7A y BCL10, tiene importancia clínica en el linfoma.
Las variaciones comunes en el gen BCL9, que se encuentra en el área distal, confieren riesgo de esquizofrenia y también pueden estar asociadas con el trastorno bipolar y el trastorno depresivo mayor.
BCL9, junto con la proteína paráloga BCL9l y PYGO2, también tiene funciones citoplasmáticas durante el desarrollo de los dientes y es particularmente importante para la formación del esmalte. Los ratones que carecen de Pygo1 y Pygo2 o de Bcl9 y Bcl9l desarrollan dientes, un proceso que requiere regulación transcripcional de Wnt/β-catenina, pero el esmalte está estructuralmente desorganizado y contiene menos hierro que los dientes de los ratones de control. Bcl9, Bcl9l y Pygo2 están presentes en el citoplasma de los ameloblastos, las células que secretan proteínas del esmalte, y se colocalizan en estas células con la amelogenina, el componente principal del esmalte, codificado por el gen AMELX, que ya ha sido implicado como factor causal de la amelogénesis imperfecta en humanos. Bcl9 interactúa con la amelogenina y las proteínas involucradas en la exocitosis y el tráfico vesicular, lo que sugiere que estas proteínas funcionan en el tráfico o la secreción de proteínas del esmalte. Por lo tanto, Bcl9, Bcl9l y Pygo2 tienen funciones citoplasmáticas distintas de sus funciones como cofactores transcripcionales aguas abajo de la señalización Wnt. Este nuevo descubrimiento podría mejorar nuestra comprensión del tratamiento de la caries humana.

## Problemas genéticos relacionados
- Síndrome de deleción 1q21.1
- Síndrome de duplicación 1q21.1

## Otras lecturas
- Busson-Le Coniat M, Salomon-Nguyen F, Dastugue N, Maarek O, Lafage-Pochitaloff M, Mozziconacci MJ, Baranger L, Brizard F, Radford I, Jeanpierre M, Bernard OA, Berger R (December 1999). «Fluorescence in situ hybridization analysis of chromosome 1 abnormalities in hematopoietic disorders: rearrangements of DNA satellite II and new recurrent translocations». Leukemia 13 (12): 1975-1981. PMID 10602418. doi:10.1038/sj/leu/2401587.
- Kramps T, Peter O, Brunner E, Nellen D, Froesch B, Chatterjee S, Murone M, Züllig S, Basler K (April 2002). «Wnt/wingless signaling requires BCL9/legless-mediated recruitment of pygopus to the nuclear beta-catenin-TCF complex». Cell 109 (1): 47-60. PMID 11955446. S2CID 16720801. doi:10.1016/S0092-8674(02)00679-7.
- Knoll A, Dvorák J, Rohrer GA, Cepica S (April 2002). «Linkage and cytogenetic mapping of the BCL9 gene to porcine chromosome 4». Animal Genetics 33 (2): 162-163. PMID 12047235. doi:10.1046/j.1365-2052.2002.0831e.x.
- Townsley FM, Thompson B, Bienz M (February 2004). «Pygopus residues required for its binding to Legless are critical for transcription and development». The Journal of Biological Chemistry 279 (7): 5177-5183. PMID 14612447. doi:10.1074/jbc.M309722200.
- Hoffmans R, Basler K (September 2004). «Identification and in vivo role of the Armadillo-Legless interaction». Development 131 (17): 4393-4400. PMID 15294866. doi:10.1242/dev.01296.
- Beausoleil SA, Jedrychowski M, Schwartz D, Elias JE, Villén J, Li J, Cohn MA, Cantley LC, Gygi SP (August 2004). «Large-scale characterization of HeLa cell nuclear phosphoproteins». Proceedings of the National Academy of Sciences of the United States of America 101 (33): 12130-12135. Bibcode:2004PNAS..10112130B. PMC 514446. PMID 15302935. doi:10.1073/pnas.0404720101.
- Sampietro J, Dahlberg CL, Cho US, Hinds TR, Kimelman D, Xu W (October 2006). «Crystal structure of a beta-catenin/BCL9/Tcf4 complex». Molecular Cell 24 (2): 293-300. PMID 17052462. doi:10.1016/j.molcel.2006.09.001.
- Hoffmans R, Basler K (January 2007). «BCL9-2 binds Arm/beta-catenin in a Tyr142-independent manner and requires Pygopus for its function in Wg/Wnt signaling». Mechanisms of Development 124 (1): 59-67. PMID 17113272. S2CID 17642255. doi:10.1016/j.mod.2006.09.006.

- Datos: Q17847588